# Tuya
Tuya – meteoryt kamienny należący do chondrytów oliwinowo-bronzytowych H 5, znaleziony  20 października 2013 roku na pustyni Gobi w regionie autonomicznym  Sinciang w Chinach. Zebrano w sumie 11,45 kg materii meteorytowej. 